# 古希臘語音系
古希臘語語音是通過語言學的種種證據所重構的古希腊语音系，雖然古希臘語本身是多中心語言，但由於其他方言出土文獻的不足，本條目主要討論的是西元前5世紀左右，雅典方言的發音。粗略來說，古希臘語有以下明顯的特徵：
- 塞音有现代希腊语不具有的三種對立：有聲塞音、無聲送氣塞音、無聲不送氣塞音（如 /b/,  /pʰ/,  /p/ ）。
- 元音有分長短。
- 高低重音。

除了本條目所述的重構語音，在今日的古希腊语教學和文學研究中，也有一種基於文艺复兴神學家伊拉斯谟的研究而約定成俗的發音，被俗稱為伊拉斯谟發音（Erasmian pronunciation）。從現代已有的證據來看，伊拉斯谟發音有不少缺失（像是沒有上述的塞音對立），詳可參見古希臘語教學發音。

## 古典術語
其實在古希腊语晚期，亚里士多德（西元前四世紀）就在他的著作《诗学》（Περὶ ποιητικῆς）提出了自己對於發音的看法：
| στοιχεῖον μὲν οὖν ἐστιν φωνὴ ἀδιαίρετος, οὐ πᾶσα δὲ ἀλλ᾽ ἐξ ἧς πέφυκε συνθετὴ γίγνεσθαι φωνή: καὶ γὰρ τῶν θηρίων εἰσὶν ἀδιαίρετοι φωναί, ὧν οὐδεμίαν λέγω στοιχεῖον. ταύτης δὲ μέρη τό τε φωνῆεν καὶ τὸ ἡμίφωνον καὶ ἄφωνον. ἔστιν δὲ ταῦτα φωνῆεν μὲν <τὸ> ἄνευ προσβολῆς ἔχον φωνὴν ἀκουστήν, ἡμίφωνον δὲ τὸ μετὰ προσβολῆς ἔχον φωνὴν ἀκουστήν, οἷον τὸ Σ καὶ τὸ Ρ, ἄφωνον δὲ τὸ μετὰ προσβολῆς καθ᾽ αὑτὸ μὲν οὐδεμίαν ἔχον φωνήν, μετὰ δὲ τῶν ἐχόντων τινὰ φωνὴν γινόμενον ἀκουστόν, οἷον τὸ Γ καὶ τὸ Δ. ταῦτα δὲ διαφέρει σχήμασίν τε τοῦ στόματος καὶ τόποις καὶ δασύτητι καὶ ψιλότητι καὶ μήκει καὶ βραχύτητι ἔτι δὲ ὀξύτητι καὶ βαρύτητι καὶ τῷ μέσῳ: περὶ ὧν καθ᾽ ἕκαστον ἐν τοῖς μετρικοῖς προσήκει θεωρεῖν. | 要素(語音) 正是不可分割的音， one that may become a factor in an intelligible sound. Indivisible sounds are uttered by the brutes also, but no one of these is a Letter in our sense of the term. These elementary sounds are either vowels, semivowels, or mutes. A vowel is a Letter having an audible sound without the addition of another Letter. A semivowel, one having an audible sound by the addition of another Letter; e.g. Σ and Ρ. A mute, one having no sound at all by itself, but becoming audible by an addition, that of one of the Letters which have a sound of some sort of their own; e.g. Γ and Δ. The Letters differ in various ways: as produced by different conformations or in different regions of the mouth; as aspirated, not aspirated, or sometimes one and sometimes the other; as long, short, or of variable quantity; and further as having an acute.g.ave, or intermediate accent. |

後來通用希臘語早期的狄俄尼索斯·特拉克斯（西元前2~1世紀），於其文法著作《讀寫技巧》提出了比較清楚的分類：
| 術語     | 術語       | 術語             | 對應字母 | 音位                | 現代解釋                       |
| -------- | ---------- | ---------------- | -------- | ------------------- | ------------------------------ |
| 可發聲的 | 前置的     | 短的             | ⟨⟩       | /e o/               | 短元音字母                     |
| 可發聲的 | 前置的     | 長的             | ⟨⟩       | /ɛː ɔː/             | 長元音字母                     |
| 可發聲的 | 前置的     | 雙性的           | ⟨⟩       | /a(ː)/              | 可表長或短元音的字母           |
| 可發聲的 | 後置的     | 雙性的           | ⟨⟩       | /i(ː) y(ː) u̯/       | 可表長或短元音的字母           |
| 可發聲的 | 雙聲的     | 雙聲的           | ⟨⟩       | /ai̯ au̯ eː eu̯ oi̯ oː/ | 最初為双元音，但部分變為長元音 |
| 共發聲的 | 半可發聲的 | 雙倍的           | ⟨⟩       | /dz ks ps/          | 雙辅音                         |
| 共發聲的 | 半可發聲的 | 不屈折的, 流動的 | ⟨⟩       | /l m n r/           | 半元音                         |
| 共發聲的 | 半可發聲的 | （無分類）       | ⟨⟩       | /s/                 |                                |
| 共發聲的 | 不可發聲的 | 平滑的           | ⟨⟩       | /k p t/             | 不送氣清塞音                   |
| 共發聲的 | 不可發聲的 | 中間的           | ⟨⟩       | /b ɡ d/             | 不送氣濁塞音                   |
| 共發聲的 | 不可發聲的 | 粗糙的           | ⟨⟩       | /tʰ pʰ kʰ/          | 送氣清塞音                     |
| 歌符     | 歌符       | 音調             | ⟨⟩       | /á ǎː a âː/         | 高低重音符號                   |
| 歌符     | 歌符       | 氣息             | ⟨⟩       | /ha a/              | 粗气符                         |

亚里士多德和特拉克斯都認為某些字母（或語音）是無法單獨發聲的，稱為不可發聲的，反之有些是可單獨發聲的，稱為可發聲的，剩下比較難獨自發聲但仍勉強可以的，稱半可發聲的（ἡμίφωνα）。特拉克斯依據⟨⟩這群雙聲字母的組合方式，把總是放前面的稱為前置的（προτακτικά），反之稱為後置的（ὑποτακτικά）；另外特拉克斯也注意到發音有長短，而把可單獨發聲的字母分為長的短的，和可長可短，換句話說雙性的。

## 元音

### 短元音
|        | 前   | 前  | 後  |
| 不圓唇 | 圓唇 |     | 後  |
| ------ | ---- | --- | --- |
| 閉     | /i/  | /y/ |     |
| 半閉   | /e/  |     | /o/ |
| 開     | /a/  | /a/ | /a/ |

### 長元音
|        | 前   | 前   | 後   |
| 不圓唇 | 圓唇 |      | 後   |
| ------ | ---- | ---- | ---- |
| 閉     | /iː/ | /yː/ |      |
| 半閉   | /eː/ |      | /oː/ |
| 半開   | /ɛː/ |      | /ɔː/ |
| 開     | /aː/ | /aː/ | /aː/ |
閉前圓唇元音 /y/ 和 /yː/ /iː/在書寫上都表示為不考慮長度的字母 (upsilon)。在更早的時候，它們曾經是 [u] 和 [uː]，難於精確的確定什么時候發音部位提前的。可能是有閉央圓唇元音 [ʉ] 作為中間階段的一個漸變過程。這種提前不在所有古希臘方言中出現，但是它被通用希臘語所繼承。產生這個字母的現代希臘語 [i] 發音的不圓唇化發生在拜占庭時代，在失去了在長和短  之間的長度對比很久以後。
長半閉元音 /eː/ 和 /oː/ 有複雜的歷史。在某些實例中，它們早先分別是提升的雙元音 [ei] 和 [ou]，拼寫為  和  反映了這種起源。在其他實例中它們分別引發自早先的短 /e/ 和 /o/ 的加長，補償隨後的輔音或輔音簇在前字母時代的消失。比如: λυθείς, λύουσι 在更早時是 *lutʰents, *luontsi。在另一種不同的實例中，/eː/ 引發自 <> 的收縮，而 /oː/ 引發自 <>、<> 或 <> 的收縮，在方言中可找到它們的未收縮版本。最初的雙元音失去雙元音式發音而變為 /eː/ 和 /oː/ 的時間可能在前古典時代，拼寫  和  提供了表示新語音的方便方式，與起源無關。在二合字母拼寫  和  對應於最初的雙元音的地方它們叫做“真正雙元音”，在所有其他情況，它們叫做“偽造雙元音”。
在古典時期期間或不久之後，/eː/ 和 /oː/ 二者分別向著 [iː] 和 [uː] 升高。/eː/() 因此并入了最初的 /iː/，而 /oː/() 占據了早先 /uː/ 音位的空位，它已經被提前到了 /yː/ (見上)。<> 從來就不混淆於 <> 的事實指示了 <> 在 <> 被升高之間就被提前了或者這兩個音位是同時變更的。
|        | 前   | 前   | 後   |
| 不圓唇 | 圓唇 |      | 後   |
| ------ | ---- | ---- | ---- |
| 閉     | /iː/ | /yː/ | /uː/ |
| 半開   | /ɛː/ |      | /ɔː/ |
| 開     | /aː/ | /aː/ | /aː/ |

### 雅典語元音的字母表示
上述關於元音字母用法的信息適用於雅典語的古典正寫法，在雅典於公元前403年接受愛奧尼亞字母的正字約定之後。在更早的時候，傳統雅典正寫法只有很少的元音符號: 、 和 。字母  和  仍未出現。所有五個符號在這個階段可以表示要么長元音要么短元音。此外中元音符號  和  分別還可以指示半開長元音 /ɛː/ 和 /ɔː/ 與半閉長元音 /eː/ 和 /oː/。愛奧尼亞字母帶來了新字母  和  用於一組長元音，和使用二合字母拼寫  和  用於另一組，留下簡單的  和  用於短元音。但是余下的元音字母 、 和  仍舊在長元音和短元音間有歧義的使用著。

## 雙元音
古希臘語有大量的雙元音(δίφθογγοι)。它們都是閉雙元音，結束於作為半元音下滑音(offglide)的要么 /i/ 要么 /u/。
雙元音的第一個元素可以是短元音也可以是長元音。下面給出總表:
| 長度 | 下滑音 | 下滑音 | 下滑音 | 下滑音 | 下滑音 | 下滑音 | 下滑音 |
| 長度 | 前     | 前     | 前     | 前     | 後     | 後     | 後     |
| ---- | ------ | ------ | ------ | ------ | ------ | ------ | ------ |
| 短   | /ai/   | /eː/   | /oi/   | /yi/   | /au/   | /eu/   | /oː/   |
| 長   | /aːi/  | /ɛːi/  | /ɔːi/  |        |        | /ɛːu/  | /ɔːu/  |
如上所述在前古典時期  和  就已經被單元音化。雙元音在古典時期期間和之後有不同的發展。所有其他的有前下滑音的雙元音也最終單元音化了。這發生在古典時期之前、期間或緊後，在長元音  的情況中，這里的下滑音不再發聲，并在後來的正寫法中只用下標來代表(ᾳ, ῃ, ῳ)。/ai/ 在後古典希臘語中被單元音化為 [ɛː]，并在羅馬時期放棄了元音長度，它最終并入了 /e/。/oi/ 和 /yi/ 并入了 /yː/ 并在拜占庭時代并入了 /i/。
在有後下滑音的雙元音(αυ, ευ, ηυ)中，下滑音在希臘化時代成為了輔音，最初導致了現代希臘語的 /av/,/ev/,/iv/。/ɔːu/ 很少見并不出現在古典雅典語中(但出現在愛奧尼亞語中)。

## 輔音
對比於元音，輔音總表的結構在所關心的不同音素的數目上保持著跨越時間的相對穩定性。但是，很多音位的語音本性已經根本改變了，因為有整組的塞音都轉變成了擦音。
|          |          | 雙唇音 | 齒音 | 齒齦音 | 軟齶音 | 聲門音 |
| -------- | -------- | ------ | ---- | ------ | ------ | ------ |
| 鼻音     | 鼻音     | /m/    |      | /n/    | [ŋ]    |        |
| 塞音     | 清音     | /p/    | /t̪/  |        | /k/    |        |
| 塞音     | 濁音     | /b/    | /d̪/  |        | /ɡ/    |        |
| 塞音     | 送氣音   | /pʰ/   | /t̪ʰ/ |        | /kʰ/   |        |
| 擦音     | 清音     |        |      | /s/    |        | /h/ ῾  |
| 擦音     | 濁音     |        |      | /z/    |        |        |
| 塞擦序列 | 塞擦序列 | /ps/   |      | /z/    | /ks/   |        |
| 顫音     | 顫音     |        |      | /r/    |        |        |
| 邊音     | 邊音     |        |      | /l/    |        |        |

### 塞音
所有下列音位都被認為在雅典希臘語中是塞音。古代文法家(開始於亞里士多德的《詩學》)在整體上把它們稱為 ἄφωνα。
| 傳統名字         | 語音描述 | 雙唇音 | 齒音 | 軟腭音 |
| ---------------- | -------- | ------ | ---- | ------ |
| Ψιλά(Tenues)     | 清音     | /p/    | /t̪/  | /k/    |
| Μέσα(Mediae)     | 濁音     | /b/    | /d̪/  | /ɡ/    |
| Δασέα(Aspiratae) | 送氣音   | /pʰ/   | /t̪ʰ/ | /kʰ/   |
所有的濁塞音“mediae”後來都變為了濁擦音([v], [ð], [ɣ] ~ [ʝ])，而所有的送氣音“aspiratae”都變成了清擦音([f], [θ], [x] ~ [ç])。這些也是現代希臘語的音值。轉變被假定發生在古代，在通用希臘語時代期間，而有可能在古典雅典希臘語之後。轉變可能開始於濁軟顎音 [ɡ] > [ɣ] ~ [ʝ] (在公元前3世紀)并在公元1世紀的某個時候完成了對“aspiratae”的轉化。
在雙唇音的情況下，轉變必定經過了雙唇擦音 [β] 和 [ɸ] 的中間階段，因此現代的音值不是雙唇音而是唇齒音。
|          |          | 唇音 | 齒音 | 齒齦音 | 軟齶音 | 聲門音 |
| -------- | -------- | ---- | ---- | ------ | ------ | ------ |
| 鼻音     | 鼻音     | /m/  |      | /n/    | [ŋ]    |        |
| 塞音     | 清音     | /p/  | /t̪/  |        | /k/    |        |
| 擦音     | 清音     | /f/  | /θ/  | /s/    | /x/    | /h/ ῾  |
| 擦音     | 濁音     | /v/  | /ð/  | /z/    | /ɣ/    |        |
| 塞擦序列 | 塞擦序列 | /ps/ |      |        | /ks/   |        |
| 顫音     | 顫音     |      |      | /r/    |        |        |
| 邊音     | 邊音     |      |      | /l/    |        |        |

### 其他輔音
除了塞音之外，古希臘語的輔音總表還包含兩個鼻音(/m/, /n/)，兩個流音 (/l/ 和 /r/) 和兩個擦音 (/h/ 和 /s/)，它們將在後面分立小節中進一步討論。古代語法家把鼻音、流音和 /s/ 一起分類為“hemiphona”(ἡμίφωνα)，可能意味著它們不像“aphona”(ἄφωνα)，這些音素可以在發音中持續下去而不帶元音支持。

#### 雙字母
與術語“aphona”和“hemiphona”應用於字母表的字母而非音素一樣，表示輔音簇的字母 、 和  一起被稱為 διπλά (“雙字母”)，并也被分組為“hemiphona”，估計是因為它們都包含噝擦音成員。 的發音不完全清楚。對於韻律用途它被當作雙輔音，因此形成一個重音節(見後)，但是對它是應當表示 [zd] 或 [dz]，還是可能在不同時期表示二者是不清楚的。在條目  中列舉出的爭論有如下結果：
- σδ 只驗證於在古風時期的萊斯博斯島和斯巴達的抒情詩以及希臘化時代的田園詩中。多數學者把這作為 [zd] 發音存在於這些作者用的方言中的跡象。
- 色諾芬對古波斯語的抄錄和文法家提供的證據支持在古典阿提卡方言中的 [zd] 發音。在另一方面，ζ(比如 ὄζω)和 σδ(比如 ὅσδε)在所有古典題字和文獻中都是有所區別的事實指示了不同的發音。
- [z(ː)] 可驗證於大約公元前 350 年的雅典題字中，并且是通用希臘語中的可能音值。
- [dʒ] 或 [dz] 可能已經存在於某些其他并存的方言中。

其他兩個 διπλά 可能在古典雅典語中發音為 [pʰs] 和 [kʰs](它們在老字母中寫為 <> 和 <>)，但是第一個成員的送氣在語音上是無關緊要的。
對輔音叢 [ks] 和 [ps] 使用特殊字母的不尋常用法可以用它們是允許處於音節結尾的僅有組合的事實來解釋。通過這個約定，所有希臘語音節都可以寫為帶有最多一個結尾輔音字母。

#### 鼻音
有寫為  的雙唇鼻音 /m/ 和寫為  的齒齦鼻音 /n/。依賴於語音環境，音位 /n/ 在話語中有四種不同方式的實現: 
- 在唇音 /b/、/p/ 和 /pʰ/ 前，它變為 [m] 并在這里用寫為  表示。例如: ἐμβαίνω, ἐμπάθεια, ἐμφαίνω。在在這個唇音跟隨著 /s/ 即二合字母  的時候也同樣如此，比如 ἔμψυχος。
- 在鼻音 /m/ 前，仍在發音部分上同化而出現長輔音，兩個鼻音被一起發音為延長的鼻音 [mː] 并用書寫為  來表示。比如:  ἐμμένω。
- 在軟顎音 /ɡ/、/k/、/kʰ/ 之前，音位 /n/ 被實現為 [ŋ] 并用寫為  來表示。比如: ἐγγύς,  ἐγκαλέω, ἐγχέω。在這個軟顎音跟隨著 /s/ 即二合字母  的時候也是如此，比如 συγξηραίνω，但是這不常出現。因此，拼寫  不表示雙長塞音 [ɡː] (前置詞 ἐκ 和開始於 /ɡ/ 的詞幹的複合可能有 [ɡː]，但是傳統正寫法在這種詞中用 ἐκγ-)。
- 在所有其他環境中音位 /n/ 被正規實現為 [n]。

偶爾的，/n/ 音位出現在真正長輔音中而不帶任何發音部分上的同化，比如在詞 ἐννέα 中。為了音韻目標而假造的長輔音也能偶爾找到，比如在形式 ἔννεπε 中，它出現在荷馬的《奧德賽》中。

#### 流音
古希臘語有流音 /l/ 和 /r/，分別寫為  和 。
字母 (lambda)可能表示如現代希臘語和多數歐洲語言一樣的“清晰的”/l/，而非英語中韻尾中那樣的“模糊的”/l/。在 /n/ 前導於 /l/ 的時候，第一個輔音同化於第二個，出現長輔音，這個組合發音為 [lː]，比如 <συλλαμβάνω> 來自底層 <*συνλαμβάνω>。
字母 (rho)可能表示齒齦顫音，更像意大利語(“rusticana”)和現代希臘語中的 [r]，而非英語或法語的 r 發音。在詞首的  總是加上“粗氣變音符號”(spiritus asper)而寫為 ῥ-，可能表示 /r/ 的清音或送氣同位異音([r ̥] 或 [rʰ])，因此傳統上轉寫為 rh。同樣的正寫法有時在 /r/ 被雙長的時候遇到，比如 <συρρέω>，有時寫為 <συῤῥέω>，這要轉寫為 rrh。這個例子還展示了 /n/ 同化於跟隨的 /r/ 而生成雙長輔音。

#### 擦音
在濁塞音和送氣濁塞音變成擦音之前，希臘語可能只有兩個擦音音位: 寫為 (sigma)的噝擦音 /s/，和清喉擦音 /h/。前者好像有在其他濁輔音前的濁音同位異音 [z]，在 sigma 的書寫上不加區分。
/h/ 只可能位於詞首位置。在雅典語中，它最初寫為字母 。部分在古典時期前部分在期間，/h/ 在愛奧尼亞語和伊奧利亞語中不再發音，而雅典語保持這個音素的時間要比其他方言長。在愛奧尼亞語中，它很早就消失了，字母  被用來充當元音字母。當愛奧尼亞字母在其他方言區域接受後(在雅典是公元前 403 年)，輔音 /h/ 停止了書寫表示。在某些題字中它轉而用從最初字母的左半部分形成的符號來表示。後來的語法家，在希臘化通用語時代期間，進一步把這個符號發展成了粗氣符(῾ )，術語叫做 spiritus asper, δασεῖα，它們不再被當作字母而是寫在首字母上的一個變音符號。相對的，他們介入了相對的柔氣符(᾿ )，術語是 spiritus lenis, ψιλή，指示不送氣。這些符號未被普遍接受直到拜占庭時代。
字母 wau（digamma）寫為 Ϝ, ϝ，用在某些方言中表示在音節首位置上的音位 /w/。這個聲音在古典時期前就在雅典語和愛奧尼亞語中消失了，這個字母除了用作數字之外不再使用(= 6，後來被替代為 )。其他希臘方言和外語的 /w/ 通常表示為 <> 後來還用 <>。

### 雙長輔音
長輔音(Gemination)是古希臘語的特色，雙重的輔音是這個輔音的延長發音，由韻律上的考慮和現代希臘塞浦路斯方言所證實。雙長輔音不出現在詞首和詞尾。 在正寫法中不雙寫，轉而使用  組合(相對於上面的雙寫 )。
在多數古希臘方言和通用希臘語中雙寫  一般在雅典語中替代為雙寫 。某些權威假定這表示塞擦音發音([tʃ] 或 [ts])，但沒有直接證據。

## 音節
在古希臘語中輕音節和重音節間的差別是重要的，因為它們是古典詩韻的關鍵元素。重音節(也叫做長音節，但有混淆於長元音的危險)是要么包含長元音或雙元音，要么結束於輔音的音節。如果在一個詞內有一個單一的輔音出現兩個音節間，它被認為屬於隨後的音節，所以在輔音前的音節是輕音節，如果它包含短元音的話。如果兩個或多個輔音，在一個詞內有雙輔音(ζ, ξ, ψ)或長輔音出現在音節間，則第一個輔音計入第一個音節，使它成為重音節。特定的輔音組合，也就是 aphona 加上流音或鼻音(比如  或 )是例外，因為在某些境況中，兩個輔音都計入第二個音節 — 這種現象叫做“correptio attica”。古代語法家把包含短元音的重音節叫做“θέσει μακρά - 約定長”(在拉丁語中被誤譯為“positione longa”)，把包含長元音的重音節叫做“φύσει μακρά - 本性長 - natura longa”。

## 重音
在古希臘語中通常對一個詞中一個音節加重音。不像現代希臘語，它是音高重音，意味著重音音節比其他音節要發更高音調；哈利卡納蘇斯的戴歐尼修斯聲稱音程近似音樂中的純五度。在標準的多調正寫法(在希臘化時代發明，但直到拜占庭時代才普遍接受)，銳音符(ὀξεῖα)用來指示簡單的重音音節。在長元音和雙元音中重音可能落在這個音節的任意半音節(或mora)上，如果落在第一 mora 上，這個音節是高調接著低調，它在多調正寫法中指示為揚抑符(περισπωμένη): 比如 /ée/ = ῆ ~ /eé/ = ή。
重音可以落在一個詞的最後三個音節中的一個上，如果最後音節包含長元音或雙元音，它只能落在最後兩個音節中的一個上。揚抑符只能落在最後兩個音節中的一個上，并且只在這個音節包含長元音或雙元音的時候。在最後音節上的銳音符號(除了在停頓或前接詞之前)有規律的在正寫法中替代為抑音符(βαρεῖα): 這可能指示降低音調，但來自古代作者的證據在這一點上是不明確的。
如果倒數第二個音節加了重音，它通常有抑揚符，如果它包含長元音或雙元音而最後的音節包含短元音的話，否則它有銳音符。加重音的最後音節可以有要么銳音符(或抑音符)要么揚抑符。
在某些詞形變化形式中，最終的  和  作為短元音處理。